# Micreremus subglaber
Micreremus subglaber är en kvalsterart som beskrevs av Ito 1982. Micreremus subglaber ingår i släktet Micreremus och familjen Micreremidae. Inga underarter finns listade i Catalogue of Life.